# Bałtazariwka
Bałtazariwka (ukr. Балтазарівка) – wieś na Ukrainie, w obwodzie chersońskim, w rejonie kachowskim, w hromadzie Czapłynka. W 2001 liczyła 1260 mieszkańców.